# 法義
法義（ほうぎ、生没年不明）は、奈良時代の僧。

## 経歴
天平10年11月3日に、童子3人と大宰府から平城京へ向かった。天平勝宝元年には久米多寺に住み、後に行基の弟子になり、宝亀3年3月に十禅師に選ばれたという。